# Historic England

Logo dell'istituzione Historic England

Historic England (ufficialmente Historic Buildings and Monuments Commission for England) è un ente pubblico esecutivo non dipartimentale del governo britannico sponsorizzato dal Department for Culture, Media and Sport. Ha il compito di proteggere l'ambiente storico dell'Inghilterra preservando ed elencando edifici storici, programmando monumenti antichi, registrando parchi e giardini storici e consigliando il governo centrale e locale.
L'organismo è stato ufficialmente creato dal National Heritage Act 1983 e ha operato dall'aprile 1984 all'aprile 2015 con il nome di English Heritage. Nel 2015, a seguito delle modifiche alla struttura di English Heritage che hanno spostato la protezione della National Heritage Collection nel settore del volontariato dell'Heritage Trust, l'ente rimasto è stato rinominato Historic England.
L'ente ha ereditato anche l'Historic England Archive dall'antico patrimonio inglese e progetti legati all'archivio come la Gran Bretagna dall'alto, che ha visto l'archivio lavorare con la Royal Commission on the Ancient and Historical Monuments of Wales e la Royal Commission on the Ancient e Historical Monuments of Scotland per digitalizzare, catalogare e mettere online 96.000 delle più antiche immagini di Aerofilms. L'archivio ospita anche varie collezioni nazionali, inclusi i risultati di progetti più vecchi, come la Commissione reale sui monumenti storici dell'Inghilterra e le immagini dell'Inghilterra (che fornisce l'accesso online alle immagini degli edifici elencati in Inghilterra a partire dal 2002).

## Mandato

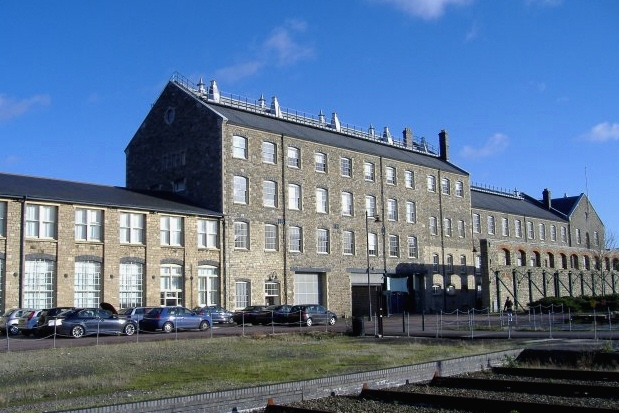
Ufficio storico di Swindon in Inghilterra, sede degli archivi

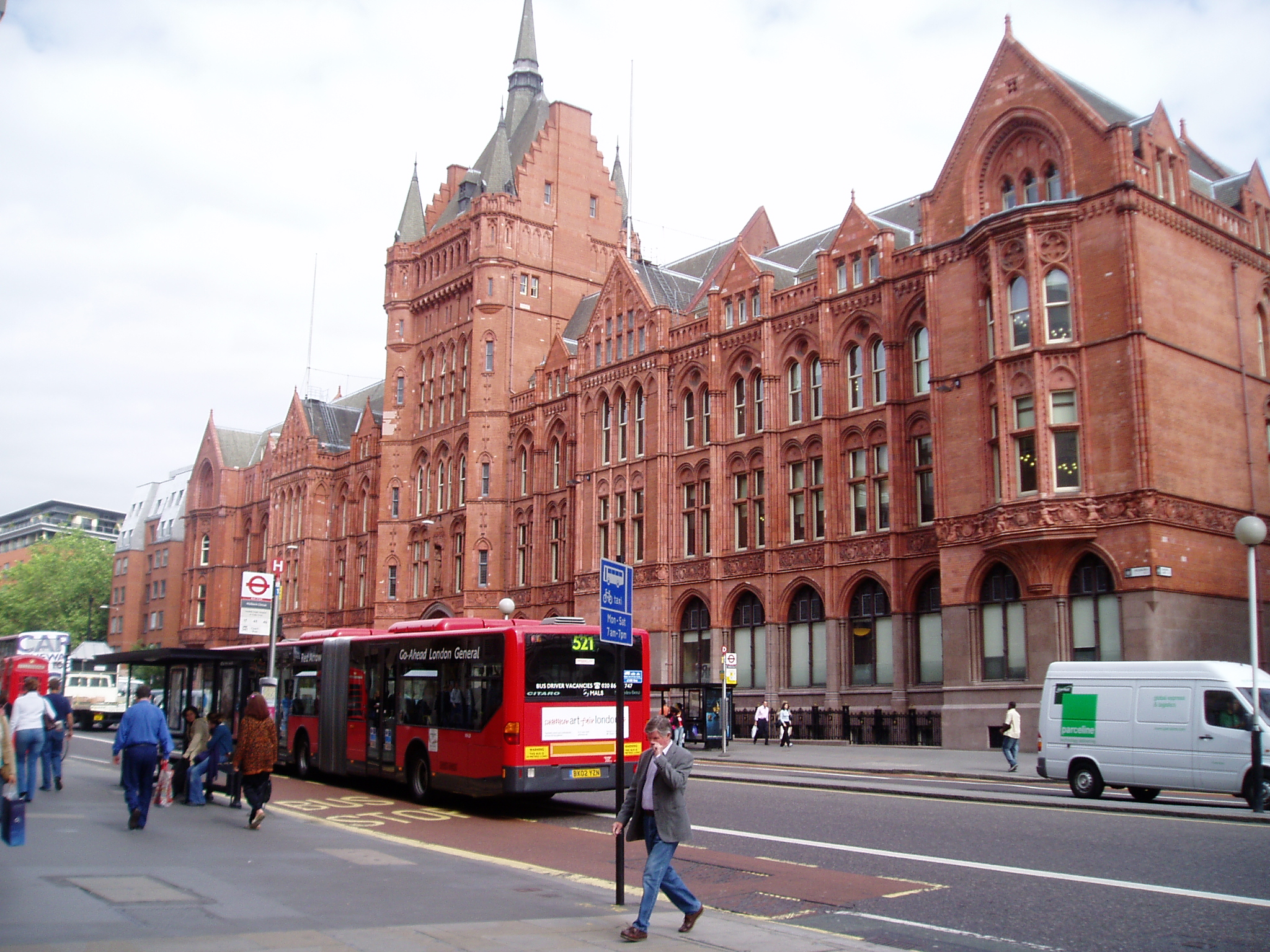
L'ex ufficio londinese storico a Holborn Bars

Historic England ha ereditato la funzione di English Heritage come consulente legale del governo del Regno Unito e consulente legale su tutti gli aspetti dell'ambiente storico e del suo patrimonio. Ciò include l'archeologia terrestre e subacquea, i siti e le aree di edifici storici, i paesaggi designati e gli elementi storici del paesaggio più ampio. Monitora e segnala lo stato del patrimonio dell'Inghilterra e pubblica l'indagine annuale Heritage at Risk, che è una delle statistiche ufficiali del governo del Regno Unito. Ha il compito di garantire la conservazione e la valorizzazione del patrimonio artificiale dell'Inghilterra a beneficio delle generazioni future.
Il suo mandato prevede:
- Cura di raccolte d'archivio di importanza nazionale di fotografie, disegni e altri manufatti che documentano l'ambiente storico dell'Inghilterra e risalgono al XVIII secolo in poi.
- Concessione di sovvenzioni a organizzazioni nazionali e locali per la conservazione di edifici storici, monumenti e paesaggi. Nel 2013/2014 sono state concesse sovvenzioni per un valore di oltre 13 milioni di sterline a sostegno degli edifici storici.[5]
- Consulenza al governo centrale del Regno Unito su quali beni del patrimonio inglese sono importanti a livello nazionale e dovrebbero essere protetti da designazione (ad es. elenco, programmazione, ecc.).[6][7]
- Amministrazione e manutenzione del registro degli edifici storici dell'Inghilterra, dei monumenti programmati, dei siti del patrimonio dell'umanità e dei parchi e giardini protetti.[8] Questo è pubblicato online come National Heritage List per l'Inghilterra.
- Consulenza alle autorità locali sulla gestione delle modifiche alle parti più importanti del patrimonio.
- Fornire competenze attraverso consulenza, formazione e orientamento per migliorare gli standard e le competenze delle persone che lavorano nel patrimonio, la conservazione pratica e l'accesso alle risorse. Nel 2009–2010 ha formato circa 200 professionisti che lavorano negli enti locali e nel settore in generale.[5]
- Consulenza e collaborazione con altri enti del patrimonio, organizzazioni di pianificazione locali e nazionali, ad esempio la preparazione della dichiarazione di politica di pianificazione per l'ambiente storico (PPS5).[9]
- Commissionare e condurre ricerche archeologiche, inclusa la pubblicazione di Heritage Counts e Heritage at Risk per conto del settore del patrimonio, che sono le indagini di ricerca annuali sullo stato del patrimonio dell'Inghilterra.

Non è responsabile dell'approvazione delle modifiche agli edifici tutelati. La gestione degli edifici tutelati è di competenza degli enti urbanistici locali e dell'Assessorato alle comunità e agli enti locali.
Historic England possiede anche la National Heritage Collection di siti storici importanti a livello nazionale, attualmente in custodia pubblica. Tuttavia, non gestisce questi siti poiché questa funzione è invece svolta dall'English Heritage Trust su licenza fino al 2023.